# Hansgerd Schulte
Hansgerd Schulte (Simmern/Hunsrück, 21 de dezembro de 1932 — 31 de dezembro de 2019), foi um germanista alemão e pertencia à segunda geração de mediadores franco-alemães do pós-guerra, que ganhou mérito duradouro no campo da cooperação acadêmica e universitária. Foi diretor do Instituto Germanista da Universidade de Paris III (Sorbonne Nouvelle) e de 1972 a 1987 foi Presidente do Serviço Alemão de Intercâmbio Acadêmico (DAAD).

## Biografia
Depois de se formar no Herzog-Johann-Gymnasium em Simmern Schulte, estudou no Albert-Ludwigs-University de Freiburg, estudos alemães e romances hispânicos. Após a graduação, estudou de 1958 a 1961 na ENS em Paris, depois trabalhou por meio ano como professor de alemão em uma universidade rural da província, antes de assumir uma edição recém-fundada no Institut Catholique de Paris. Esse histórico qualificou-o como chefe do escritório de campo recém-estabelecido em 1963 do DAAD.
Em 1969, ele completou seus estudos com um desempenho comparável do Habilitation e passou a ensinar na Universidade de Paris III. Em sua universidade, ele montou o programa de graduação franco-alemão em literatura e estudos regionais, os Estudos Franco-Allemandes, que também foram assistidos por muitos estudantes alemães de estudos alemães e romances, que puderam tirar a licença em um ano após o exame intermediário ou pouco antes do exame estadual Maitrise.
Seu foco de pesquisa é na literatura alemã moderna e contemporânea. Por muito tempo ele esteve próximo a sua carreira na Sorbonne Nouvelle e continuou a dirigir a filial do DAAD em Paris, até ser eleito em 1971 para 1972 como presidente do DAAD. Ele ocupou este cargo até 1987. Em 2001, ele se aposentou em sua faculdade.
Faleceu aos 87 anos, no dia 31 de dezembro de 2019. a causa de sua morte, foi, provavelmente, por decorrência de um ataque cardíaco.